# Graptodytes kuchtae
Graptodytes kuchtae är en skalbaggsart som först beskrevs av Breit 1908.  Graptodytes kuchtae ingår i släktet Graptodytes och familjen dykare. Inga underarter finns listade i Catalogue of Life.